# Browallia eludens
Browallia eludens là loài thực vật có hoa trong họ Cà. Loài này được Van Devender & P.D.Jenkins mô tả khoa học đầu tiên năm 1993.